# Josee: Khi nàng thơ yêu
Josee: Khi nàng thơ yêu (Nhật: ジョゼと虎と魚たち Hepburn: Joze to Tora to Sakana-tachi, nhan đề phụ bằng tiếng Anh là Josee, the Tiger and the Fish) là một bộ phim điện ảnh hoạt hình Nhật Bản thuộc thể loại hài – lãng mạn – chính kịch ra mắt vào năm 2020, dựa trên truyện ngắn cùng tên của tác giả Tanabe Seiko do Tamura Kotaro làm đạo diễn. Phim do Bones tham gia sản xuất với Shochiku Animation và Kadokawa Animation đồng phân phối. Kịch bản phim do Kuwamura Sayaka đảm nhận, Emoto Nao thiết kế nhân vật gốc, Iizuka Haruko thiết kế nhân vật hoạt hình, Eve viết và trình bày ca khúc chủ đề "Ao no Walzt", bên cạnh việc soạn nhạc phim do Evan Call đảm nhận. Một bản chuyển thể manga bởi Emoto Nao, đăng trên tạp chí Da Vinci của Kadokawa từ tháng 2 năm 2020 đến tháng 11 năm 2021. Bộ phim lấy bối cảnh chính đặt ở Osaka, kể về câu chuyện giữa Tsuneo — một chàng trai trẻ yêu thích sinh vật biển và có ước mơ đi du học, bên cạnh Josee — một cô gái không thể đi lại nhưng đầy trí tưởng tượng.
Trong quá trình phát triển dự án, đạo diễn Tamura đã lựa chọn tác phẩm mà anh cảm thấy ấn tượng nhất – Joze to Tora to Sakana-tachi, để chuyển thể. Bộ phim bắt đầu quá trình sản xuất vào tháng 12 năm 2019, và trở thành tác phẩm đầu tiên của hãng Bones khai thác đề tài tình yêu. Quy trình sản xuất đồ họa diễn ra nghiêm ngặt, với một số phân cảnh phải chỉnh sửa nhiều lần để đạt chất lượng mong muốn. Đội ngũ làm phim đặt mục tiêu dung hòa giữa yếu tố hiện thực và hư cấu, lấy thế giới quan mức độ chân thực do Josee và Tsuneo tạo ra làm chuẩn trong quá trình lồng tiếng. So với nguyên tác tiểu thuyết, bộ phim có nhiều điểm khác biệt, trong đó có việc Tamura và họa sĩ loundraw thay đổi bối cảnh cũng như thiết lập nhân vật để phù hợp hơn với bối cảnh đương đại.
Sau khi bị trì hoãn do đại dịch COVID-19, Josee: Khi nàng thơ yêu ra mắt lần đầu tại liên hoan phim quốc tế Busan lần thứ 25 vào ngày 30 tháng 10 năm 2020, trước khi chính thức công chiếu tại các rạp ở Nhật Bản vào ngày 25 tháng 12 cùng năm. Bộ phim sau đó lần lượt phát hành tại Đài Loan vào ngày 20 tháng 1 năm 2021, tại Hàn Quốc vào ngày 31 tháng 3, và tại Việt Nam vào ngày 9 tháng 4. Sau khi ra rạp tại Nhật Bản, Kadokawa Animation đã phân phối Josee: Khi nàng thơ yêu dưới định dạng Blu-ray và DVD. Tác phẩm nhận được nhiều đánh giá tích cực từ giới phê bình quốc tế và giành một số giải thưởng, trong đó có đề cử "Phim xuất sắc nhất" tại Crunchyroll Anime Awards 2021, cũng như chiến thắng ở hạng mục "Phim hoạt hình của năm" tại Giải Viện Hàn lâm Nhật Bản lần thứ 44. Về mặt thương mại, phim đạt doanh thu toàn cầu 1,959 triệu USD, trở thành anime điện ảnh có doanh thu cao thứ hai tại Việt Nam trong năm 2021, và là tác phẩm đầu tiên tại Đài Loan vượt mốc 10 triệu NT¥ trong cùng năm.

## Nội dung
Suzukawa Tsuneo là một sinh viên đại học 22 tuổi nghiên cứu sinh vật biển. Anh làm việc bán thời gian tại một cửa hàng đồ lặn, nơi anh gắn bó với các đồng nghiệp Mai và Hayato. Trên đường về nhà sau một buổi thuyết trình, anh cứu một cô gái trẻ liệt nửa người tên là Yamamura Kumiko, người khăng khăng muốn được gọi là "Josee". Sau khi được mời đến ăn tối để tỏ lòng biết ơn, Tsuneo nhận đề nghị trở thành người chăm sóc cho Josee từ bà của Josee — Chizu.
Ban đầu, Josee tỏ ra thù địch với Tsuneo, gọi anh là "tên biến thái". Cô yêu cầu anh làm những điều vô lý như quỳ trong một thời gian dài. Chán nản với công việc, Tsuneo quyết định từ bỏ vai trò chăm sóc. Tuy nhiên, ngay trước khi anh nghỉ việc, anh phát hiện Josee đã mất tích. Cuối cùng, khi Tsuneo tìm thấy Josee, anh nhận ra cô ấy muốn ngắm biển. Vì vậy, anh đưa cô ấy đến biển, và họ đã có khoảng thời gian bên nhau. Sau sự cố này, Josee và Tsuneo đã cùng nhau đi du lịch nhiều nơi. Trong một chuyến đi đến thư viện, Josee cố gắng đọc sách cho trẻ em, tuy nhiên lại khiến chúng chán nản. Ngược lại, bản vẽ của cô làm hấp dẫn chúng. Sau đó, cô dần nhận ra cô ấy muốn trở thành một họa sĩ minh họa. Không may, bà của Josee qua đời không lâu sau đó. Chỉ còn lại ít tiền để sống, Josee từ bỏ ước mơ của mình và trở thành một nhân viên văn phòng. Trong khi đó, Tsuneo nhận được học bổng từ một trường đại học ở Mexico và sẽ rời đi sau vài tháng nữa. Mặc dù có tương lai xán lạn nhưng anh vẫn rất lo lắng cho tình hình của Josee. Lo lắng cho Tsuneo, Mai yêu cầu Josee hãy giải thoát cho Tsuneo.
Josee sau đó gọi Tsuneo với mong muốn cùng nhau đi ngắm biển lần cuối trước khi nói lời tạm biệt với anh. Tuy nhiên, Josee bị mắc kẹt giữa đường. Để cứu cô ấy, Tsuneo lao đến chỗ cô, cuối cùng bị một chiếc ô tô đâm. Tsuneo sau đó phát hiện bị gãy xương ở bàn chân và được thông báo rằng việc đi lại của anh có thể không ổn định như trước. Bị tàn phá bởi thông tin từ giáo sư khi anh không thể du học trong trường hợp tình trạng này tiếp tục, Tsuneo từ bỏ quá trình hồi phục chức năng và ước mơ ngắm nhìn Holacanthus clarionensis ở Mexico. Sau đó Mai tìm gặp Josee, kể cho cô ấy nghe về hoàn cảnh của Tsuneo và đề nghị cô ấy chứng minh tình cảm của mình với Tsuneo. Josee sau đó sáng tác một cuốn sách minh họa gián tiếp kể về câu chuyện của Tsuneo và cô ấy, với nhân vật chính đại diện cho Tsuneo đạt được thành công ước mơ của mình. Sau đó, cô ấy nhờ Hayato đưa Tsuneo đến thư viện nơi Josee đọc sách cho bọn trẻ. Cảm động trước câu chuyện, Tsuneo lấy lại tinh thần và ước mơ, đồng thời tích cực hồi phục chức năng.
Vào ngày Tsuneo xuất viện, Josee đã đột ngột biến mất. Quá lo lắng, Tsuneo đi tìm nhiều nơi dù bị thương. Sau một thời gian dài tìm kiếm, anh tìm thấy Josee ở sở thú đối mặt với con hổ. Khi họ gặp nhau, Tsuneo và Josee đã thú nhận tình yêu của mình dành cho đối phương. Nhiều ngày sau, Tsuneo đến Mexico để du học. Trong kỳ nghỉ xuân của Tsuneo, Josee gặp lại anh dưới gốc cây hoa anh đào nở rộ.

## Nhân vật
| Nhân vật                   | Lồng tiếng                   |
| -------------------------- | ---------------------------- |
| Suzukawa Tsuneo (鈴川恒夫) | Nakagawa Taishi              |
| Josee (ジョゼ)             | Kiyohara Kaya                |
| Ninomiya Mai (二ノ宮舞)    | Miyamoto Yume                |
| Matsūra Hayato (松浦隼人)  | Okitsu Kazuyuki              |
| Kishimoto Kana (岸本花菜)  | Lynn                         |
| Yamamura Chizu (山村チヅ)  | Matsutera Chiemi             |
| Quản lý Nishida (西田店長) | Moriyama Shintarō (Mitorizu) |
| Nhân viên nhà ga (駅員)    | Lily (Mitorizu)              |
| Yukichi (諭吉)             | Kawanishi Kengo              |
| Kondō Sazuku (近藤教授)    | Obana Kanji                  |
| Bác sĩ (医師)              | Terasoma Masaki              |

### Nhân vật chính
- Suzukawa Tsuneo (鈴川恒夫)

Anh là sinh viên năm cuối, chuyên ngành sinh vật biển của một trường đại học ở Osaka. Khi còn nhỏ, anh nhìn thấy một con cá thuộc loài Holacanthus clarionensis trong một cửa hàng cá cảnh, anh bị mê hoặc nên đã nuôi giấc mơ được tận mắt nhìn thấy một đàn Holacanthus clarionensis bơi lội dưới nước. Để có thể đi du học ở Mexico, anh đã làm việc bán thời gian tại một cửa hàng thiết bị lặn và học tiếng Tây Ban Nha.
- Josee (ジョゼ)

Tên thật của Josee là Kumiko Yamamura. Từ nhỏ, cô đã không thể đi lại và sống với bà ngoại. Tuy cô 24 tuổi, nhưng cô trông trẻ hơn so với tuổi thật. Cô dường như có một thái độ rất bế tắc, và phòng thủ, ngay cả đối với những người cô ấy yêu thương, thể hiện qua cách cô ấy đối xử với Tsuneo. Josee chủ yếu ở nhà, vì vậy cô rất khao khát thế giới bên ngoài, và thông qua hội họa, cô ấy tưởng tượng mình đang đi du lịch một cách tự do. Những con hổ là thứ khiến cô sợ hãi.

### Nhân vật phụ
- Ninomiya Mai (二ノ宮舞)

Mai là một nhân vật phụ trong Josee: Khi nàng thơ yêu. Cô ấy là bạn của Tsuneo và làm việc tại cùng một cửa hàng đồ lặn với anh ấy. Mai rất quan tâm đến bạn bè của mình, mặc dù vậy, cô ấy rất bướng bỉnh và ích kỷ. Cô ấy có một tình yêu đơn phương dành cho Tsuneo, nhưng không thể thổ lộ tình cảm của mình.
- Matsūra Hayato (松浦隼人)

Tương tự như Mai, Hyato là một nhân vật phụ trong phim, cũng như là người bạn cùng tuổi ở cửa hàng đồ lặn nơi Tsuneo làm việc bán thời gian. Hayato là một chàng trai thoải mái, vô tư, đóng vai trò như một người hỗ trợ cho những người xung quanh. Anh có xu hướng biến thái và tán tỉnh một số cô gái mà anh ấy thấy hấp dẫn, tuy nhiên, anh cũng biết khi nào nên nghiêm túc và quan tâm nhiều đến mong muốn của người khác.

## Sản xuất

### Kế hoạch ban đầu
Bones công bố kế hoạch sản xuất của bộ phim vào ngày 3 tháng 12 năm 2019. Đây là lần đầu tiên đạo diễn Tamura Kotaro chỉ đạo một tác phẩm điện ảnh, trước đó ông là trợ lý đạo diễn Hai đứa con của chó sói (2012), giám sát anime truyền hình Noragami Aragoto (2015). Nhà biên kịch Kuwamura Sayaka được biết đến với những bộ phim truyền hình mang chủ đề tình yêu, Josee: Khi nàng thơ yêu là tác phẩm anime đầu tiên cô tham gia với vai trò viết kịch bản. Thiết kế nhân vật nhân vật gốc của phim thực hiện bởi Emoto Nao — tác giả manga Araburu Kisetsu no Otome-domo yo, thiết kế nhân vật hoạt hình và trưởng giám sát hoạt hình do Iizuka Haruko — người thường biết đến với anime truyền hình Kujira no Kora wa Sajō ni Utau (2017) đảm nhận.
Joze to Tora to Sakana-tachi là một truyện ngắn sáng tác bởi Seiko Tanabe — người đoạt giải Akutagawa năm 1984, tác phẩm nằm trong tuyển tập truyện ngắn cùng tên và đã có hai lần chuyển thể thành phim live-action. Khi Tamura lần đầu nhận được tin sản xuất phim, anh vẫn chưa chọn nguyên tác nhằm chuyển thể. Nhà sản xuất Kasahara của Kadokawa đã chuẩn bị sách cho Tamura, anh đã đọc từng cuốn một, và cuốn đáng nhớ nhất đối với anh là cuốn Josee, hổ và cá. Sau khi Tamura bày tỏ thiện chí, Kasahara đã giúp anh liên hệ với nhà biên kịch Kuwamura Sayaka. Khi Tamura đề xuất kế hoạch chuyển thể Joze to Tora to Sakana-tachi, đại diện của Bones — Minami Masahiko đã tò mò muốn biết "nó sẽ được thể hiện như thế nào với kỹ xảo hoạt hình của Bones", hơn là ngạc nhiên vì chủ đề của phim khác với các anime hành động mà Bones thường tham gia sản xuất.

### Ý tưởng
Tamura cho rằng nguyên tác tiểu thuyết năm 1984 và phim live-action năm 2003 lần lượt mang hơi thở của thời kỳ Chiêu Hòa và Bình Thành, và ông chủ yếu muốn gửi gắm bộ phim này đến khán giả ở độ tuổi 20, vì vậy ông đã từ bỏ hoài niệm và đưa tất cả các nhân vật vào cùng với cảm hứng và cảm thức về thời kỳ Lệnh Hòa. Về mặt miêu tả nhân vật, Tamura cho rằng nữ chính Josee trong nguyên tác là một nhân vật mạnh mẽ, một khi sự tồn tại của cô ấy bị thay đổi, "Josse" sẽ không còn là "Josse", vì vậy hình tượng của cô mang nét giống với nguyên tác, anh chỉ thay đổi thiết lập nhằm phù hợp với cảm thức về thời kỳ. Về nam chính Tsuneo, Tamura chỉ ra rằng cho dù Tsuneo muốn làm việc tại tòa thị chính địa phương trong nguyên tác hay sinh viên đại học trong phiên bản live-action, thiết lập của anh sẽ giống người bình thường ngày nay hơn cá tính riêng của Tsuneo. Ngược lại, Tamura hy vọng rằng Tsuneo có thể là chính mình trong khi vẫn duy trì sự bình thường thay vì là một nhân vật được định hình bởi mức trung bình. Tamura và những thành viên khác trong đội ngũ sản xuất bắt đầu quá trình thiết lập với "những nhân vật dễ gây ấn tượng" và "cảm thức của một nam sinh đại học ngày nay như thế nào?", tuy nhiên họ không biết bất kỳ điều gì về chúng. Trong giai đoạn tìm hiểu, cả lời thoại lẫn tâm trạng nhân vật đều khiến Kuwamura đau đầu. Tamura cảm thấy rằng không có gì sai với kế hoạch nhân vật ban đầu và thiết lập tính cách, nhưng có điều gì đó không thể quyết định được. Cuối cùng, diễn viên lồng tiếng Nakagawa Taishi đã điền vào phần còn thiếu của câu hỏi, tạo nên phác thảo nhân vật của Tsuneo và làm anh trở nên ấn tượng.
Đối với sự dàn dựng một cách tươi sáng, Tamura không muốn sử dụng những hình ảnh nặng nề để trình bày câu chuyện nặng nề, điều anh muốn làm là một khởi đầu tươi sáng: "Nửa đầu của sự dàn dựng có thể được coi là một trở ngại cho một phần cao hơn. Thật khó để làm cho nó tươi sáng trong sự nghiêm túc. Sau khi quá trình lồng tiếng hoàn tất, chúng tôi thậm chí còn ghi lại một phần của nửa đầu nhằm chỉnh sửa. Đưa những câu chuyện buồn tẻ vào hình ảnh tươi sáng, để tìm ra làm thế nào mới là giai điệu tốt nhất, chúng tôi liên tục điều chỉnh cảnh và biểu diễn, âm thanh, v.v."
Sau khi xem bức tranh vẽ một cô gái ngồi xổm bên sông trong bộ sưu tập Hello,light. ~loundraw art works~ của loundraw, Tamura đã mời londraw là người thiết kế ý tưởng cho bộ phim. loundraw trước đây đã đảm nhận vai trò thiết kế nhân vật của anime truyền hình Tsuki ga Kirei và phác họa ý tưởng cho các tác phẩm điện ảnh dựa trên Thám tử lừng danh Conan, đây là lần đầu tiên loundraw thiết kế ý tưởng cho anime điện ảnh. Tamura gặp londraw lần đầu vào tháng 6 năm 2017. Khi loundraw nhận được lời mời cho dự án này, quá trình sản xuất đang ở giai đoạn đầu, anh bắt đầu thảo luận với Tamura trong khi đọc kịch bản. Sau khi thảo luận, bản phác thảo nhanh chóng được viết ra và tạo nên một hình ảnh chi tiết về khung cảnh cảnh với cảm giác "thêm một chút vào hình ảnh này". loundraw cho rằng anh được giao cho những cảnh tình cảm cần có "cái gì đó" hơn.

### Hoạt hình

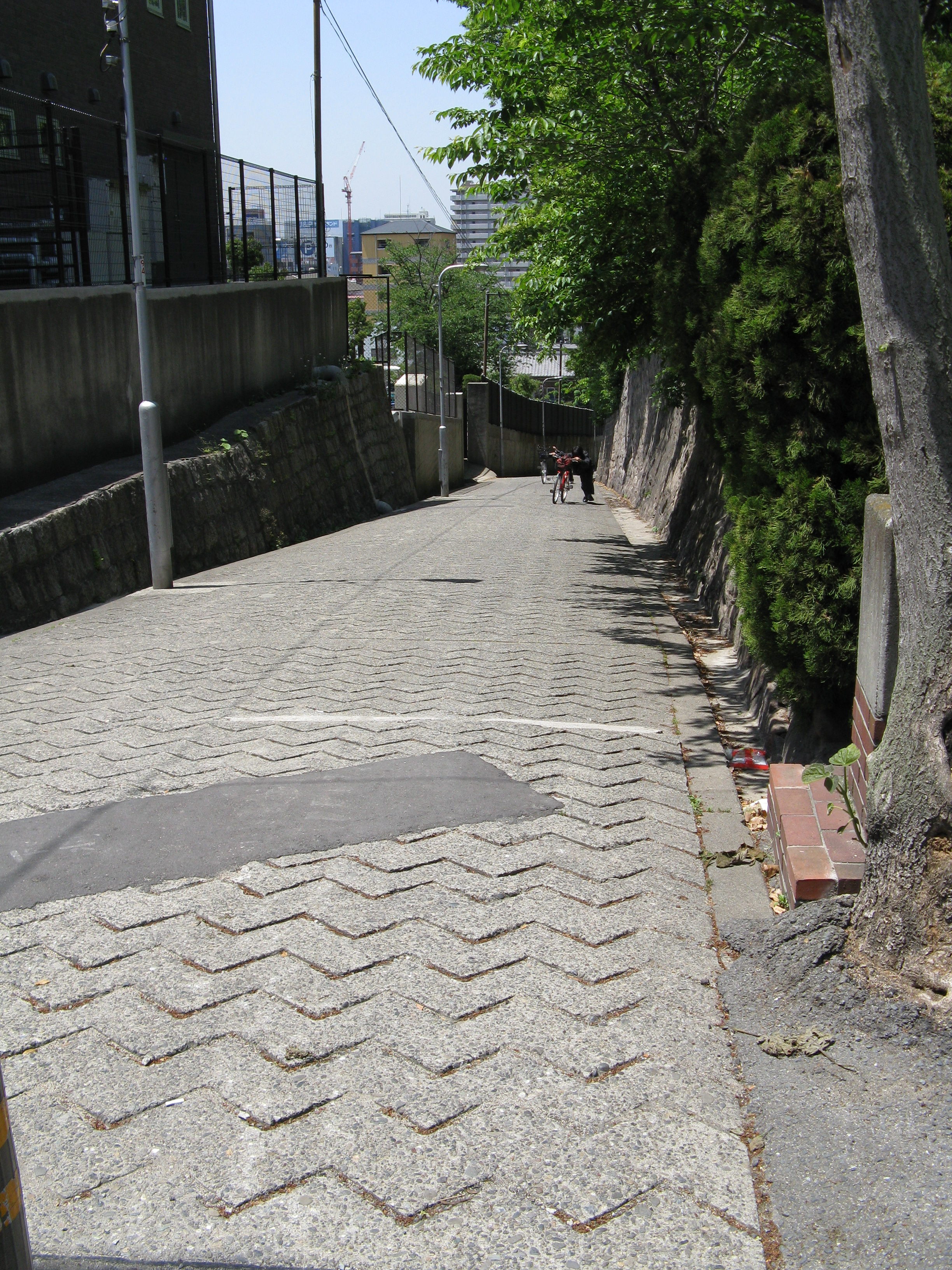
Con dốc Aizenzaka, nguyên mẫu của con dốc nơi Tsuneo và Josee gặp nhau

Bones có yêu cầu khắt khe về chi tiết trong phim, các thành viên của Công ty TNHH 5 tham gia sản xuất tác phẩm cho biết trong các cảnh có đàn cá bơi thì hướng bơi, số lượng, vị trí của đàn cá, nhịp điệu, và kết cấu 2D đã được chỉnh sửa nhiều lần hoặc có nhiều phiên bản khác nhau. Các phần sử dụng CGI trong phim bao gồm: Xe lăn của Josee, ô tô trên đường, người qua đường ở phía xa và các loài cá, các thành viên trong đội ngũ sản xuất đã định cấu hình các tòa nhà với định dạng CGI, sau đó thêm họa tiết nghệ thuật.
Bối cảnh của bộ phim đặt ở Osaka, Nhật Bản. Trong phim, nhiều cảnh quan và danh lam thắng cảnh có thật tái hiện một cách chi tiết, Tamura đã đến nhiều nơi nhằm tạo cơ sở sản xuất cho bộ phim này, ngoài những danh lam thắng cảnh cần đến, anh còn chậm rãi đi bộ dọc theo đường sắt và đại lộ với mục đích tưởng tượng cuộc sống của Josee ở Osaka sẽ như thế nào. Ở đầu phim, con dốc nơi Josee và Tsuneo gặp nhau dựa trên Aizenzaka — một trong bảy con dốc của đền Tennōji-ku, cùng với những viên đá lát đường hình sóng được tái hiện trong phim. Khu phố dành cho giới trẻ Chayacho ở Kita-ku, Osaka xuất hiện trong bộ phim này, nhóm sản xuất đã tái hiện lại những con phố phức tạp của khu. Tsuneo đã đưa Josee đến một công viên lá đỏ dựa trên hình ảnh của công viên Kema Sakuranomiya, mặc dù công viên này được biết đến là nơi ngắm hoa anh đào vào mùa xuân nhưng bộ phim lại miêu tả khung cảnh hoa anh đào chuyển sang màu đỏ vào mùa thu.
Tsuneo đưa Josee ghé thăm biển lần đầu ở công viên bờ biển Suma. Sở thú mà Tsuneo và José đến là sở thú Tennōji-ku. Tsuneo và Josee cũng đã đến Miami ở Amerikamura, vòng đu quay cao hơn 100 mét HEP FIVE, công viên Namba và công viên Tennōji-ku. Thủy cung mà Josee và Tsuneo cùng nhau đến thăm là Osaka Kaiyukan, mở cửa vào năm 1990. Ngoài ra, một số điểm du lịch quen thuộc với người dân địa phương cũng xuất hiện trong phim, bao gồm khi thương mại Dotonbori, con phố Midosuji, và bờ sông Tamakushigawa. Mùa ở đầu phim là mùa đông, những phân cảnh tiếp theo khắc họa khung cảnh trong các mùa kế đến. Khi đội ngũ sản xuất miêu tả sự xuất hiện của bầu trời và biển, họ miêu tả khung cảnh theo thời gian trong tác phẩm.

### Lồng tiếng
Vào ngày 13 tháng 8 năm 2020, danh sách diễn viên lồng tiếng của phim đã được công bố, thông tin xác nhận rằng Nakagawa Taishi và Kiyohara Kaya sẽ đóng vai chính, và Miyamoto Yume, Okitsu Kazuyuki, Lynn và Matsutera Chiemi sẽ tham gia vai diễn phụ. Vào ngày 13 tháng 10, đội ngũ sản xuất thông báo rằng bộ đôi owarai tarento Mitorizu sẽ tham gia vào đội ngũ lồng tiếng. Tamura cho biết trong một cuộc phỏng vấn rằng anh nói với Nakagawa và Kiyohara lý do anh mời các diễn viên phim live-action là để truyền tải sự sống động của những con người bằng xương bằng thịt, nếu các diễn viên lồng tiếng chuyên nghiệp kết hợp quá ăn ý sẽ khiến khán giả có cảm giác đây là nhân vật hoạt hình hư cấu, anh ấy không muốn điều đó. Tamura cho rằng những gì đội ngũ sản xuất muốn trình bày là "cảm giác thực tế được bộc lộ một cách vô thức", trái ngược với anime thông thường, nhưng đó là tầm nhìn của dự án này. Để đạt được mục tiêu này, đội ngũ sản xuất đã ghi lại các phân cảnh của Josee và Tsuneo, đồng thời lấy thế giới quan và thực tế do hai nhân vật tạo ra làm chuẩn, sau đó tiếp tục ghi lại các phân cảnh của các nhân vật khác. Tamura nói rằng kỹ năng diễn xuất của Nakagawa và Kiyohara mà khán giả đã thấy trong rạp chiếu phim là sự cân bằng giữa cảm giác thực tế và hiệu ứng hoạt hình. Tamura cho rằng cảm giác chân thực cũng xuất hiện trong màn ảnh, chiếc váy đã mặc ở cảnh trước sẽ được mặc lại ở cảnh tiếp theo, tạo cảm giác như thể nhân vật đang sống ở một nơi nào đó trên thế giới.

## Âm nhạc
Nhà soạn nhạc người Hoa Kỳ Evan Call là giám đốc âm nhạc cho Josee: Khi nàng thơ yêu. Theo yêu cầu của Evan Call trong quá trình ghi âm, đồng thau được tháo ra, tập trung chủ yếu vào nhạc cụ hơi bộ gỗ, và dây đàn. Bài hát "The Mermaid and the Shiny Wing" sử dụng trong phân cảnh kể chuyện hoàn thiện trong một ngày, mặc dù có nhiều diễn biến và độ dài hơn năm phút. Album soundtrack ghi lại từ xa tại Budapest, Hungary. Theo đơn vị phân phối anime Anime Limited, một phiên bản vocal của nhạc phim sẽ phát hành ở Anh.
Tamura quyết định nhờ ca sĩ người Nhật Eve viết ca khúc chủ đề vào khoảng tháng 4 năm 2019. Vào ngày 13 tháng 8 năm 2020, đơn vị phân phối phim thông báo bài hát chủ đề của Josee: Khi nàng thơ yêu sẽ là "Ao no Waltz". Vào ngày 13 tháng 10, bài hát phụ "Shinkai" do Eve thể hiện phát hành đồng thời cùng với trailer. Vào ngày 4 tháng 11, phim thông báo sẽ phát hành mini-album "Kaikai Kitan/Ao no Walzt" (tiếng Nhật: 迴迴奇谭/结のワルツ), ngày phát hành ấn định là 23 tháng 12 cùng năm. Vào ngày 3 tháng 12, đơn vị phân phối phim tiết lộ "Shinkai" sẽ có mặt trên Internet vào ngày 4 tháng 12. Vào ngày 7 tháng 12, Eve đã phát hành video âm nhạc "Shinkai" trên kênh YouTube của anh. Video âm nhạc "Ao no Waltz" bao gồm những phân cảnh trong phim phát hành thông qua YouTube vào ngày 21 tháng 12.
| STT              | Nhan đề                                    | Thời lượng |
| ---------------- | ------------------------------------------ | ---------- |
| 1.               | "Take Me Far Away"                         | 2:00       |
| 2.               | "Part Time Worker"                         | 1:16       |
| 3.               | "Accidental Fate"                          | 0:49       |
| 4.               | "A Girl, a Grandma, and a "Weirdo""        | 1:26       |
| 5.               | "Dinner With Josee"                        | 1:27       |
| 6.               | "Aquatic Fantasy"                          | 1:37       |
| 7.               | "An Unreasonable Job"                      | 1:57       |
| 8.               | "If I Could Be Free"                       | 1:45       |
| 9.               | "Josee's True Passion"                     | 0:33       |
| 10.              | "Tigers"                                   | 1:19       |
| 11.              | "First Date"                               | 2:09       |
| 12.              | "Waves of Joy"                             | 2:53       |
| 13.              | "Josee and Tsuneo"                         | 3:28       |
| 14.              | "The Origin of the Name"                   | 1:29       |
| 15.              | "A New Friend"                             | 1:42       |
| 16.              | "Don't Come Back"                          | 1:04       |
| 17.              | "A Talent for Drawing"                     | 1:32       |
| 18.              | "In the Light of the Clarion Angel"        | 3:34       |
| 19.              | "Josee's Dream"                            | 1:51       |
| 20.              | "Under the Heavy Waves of a Harsh Reality" | 2:20       |
| 21.              | "The Waves Keep Crashing"                  | 2:22       |
| 22.              | "Caretaker's Final Job"                    | 1:49       |
| 23.              | "The Able-bodied Can Never Understand"     | 1:39       |
| 24.              | "Fighting for His Life"                    | 2:08       |
| 25.              | "Bad News"                                 | 1:09       |
| 26.              | "Fallen Into a Sea of Hopelessness"        | 1:02       |
| 27.              | "Mai's Unrequited Feelings"                | 2:17       |
| 28.              | "Spark"                                    | 3:05       |
| 29.              | "Dream Chaser"                             | 1:34       |
| 30.              | "The Mermaid and the Shiny Wing"           | 5:31       |
| 31.              | "Wings of the Heart"                       | 0:57       |
| 32.              | "On This Christmas Night"                  | 1:31       |
| 33.              | "Facing the Tiger"                         | 2:14       |
| 34.              | "Closing Time"                             | 0:44       |
| 35.              | "Following Her Tracks"                     | 1:15       |
| 36.              | "Spread Your Wings"                        | 2:39       |
| 37.              | "Coming Home"                              | 0:50       |
| Tổng thời lượng: | Tổng thời lượng:                           | 69 phút    |

## Chủ đề
Bộ phim lấy chủ đề về "người khuyết tật" và "nạn phân biệt đối xử". Về việc mô tả cuộc sống của người khuyết tật, Tamura cho rằng chiếc xe lăn là chủ đề chính của bộ phim này, nhưng anh không nghĩ rằng nguyên tác là câu chuyện về người khuyết tật: "Trọng tâm của tác phẩm không phải là sự không tự do của đôi chân, mà là sự không tự do của tâm hồn. (...) Tất nhiên tôi có thể tạo nên một tác phẩm mang thông điệp xã hội, nhưng nó sẽ đi chệch khỏi sự hiểu biết của tôi, và những gì tôi muốn khắc họa và suy nghĩ." MXU của Shoghaisha nhận xét điều ngạc nhiên nhất là "bối cảnh mà Tsuneo, người luôn nghĩ rằng mình là một người mạnh mẽ, buộc phải sử dụng xe lăn sau một tai nạn", ca ngợi "khác xa với việc sử dụng khuyết tật như một phương tiện để làm sống động một câu chuyện tình yêu thuần túy, họ đối mặt trực tiếp với bản chất của sự phân biệt đối xử với người khuyết tật". Trên trang Bungeishunju, Daburu techō cho rằng bộ phim đã "nắm bắt hoàn hảo cảm giác ngồi trên xe lăn", mặc dù "đó là một từ nói lên sự tuyệt vọng, nhưng nó đẹp" đến mức phải nín thở. Zeldaru của Anime Feminist nhận xét Josee đã "làm sáng tỏ những rào cản tiếp cận và những khó khăn khác mà người sử dụng xe lăn gặp phải", việc cô không thể đi lại từ khi còn nhỏ "mang đến một góc nhìn ít được khám phá hơn", kết luận Josee: Khu nàng thơ yêu minh họa cách những người sử dụng xe lăn, "dù là suốt đời hay tạm thời, đối mặt với những rào cản lớn trong việc tiếp cận". Trên trang AWN, Victoria Davis cho rằng mặc dù những chủ đề chữa bệnh kỳ diệu trong anime tạo nên trải nghiệm điện ảnh ấn tượng, "nhưng đó không phải là trò lố mà Tamura ngưỡng mộ, cũng không phải là điều mà anh ấy muốn lặp lại trong phim của mình".
Trang web Pia đánh giá ngoài chủ đề "người khuyết tật", "nạn phân biệt đối xử", phim còn mô tả "mối quan hệ hỗ trợ lẫn nhau", cảm thấy rằng bối cảnh miêu tả mối quan hệ này "với tư cách là đối tác thay vì phụ thuộc vào nhau phản ánh các giá trị của một kỷ nguyên mới coi trọng sự đa dạng". Tạp chí điện tử Phụ nữ Mới cho rằng đối với Tsuneo, "Josee giống như những chú cá - cậu ngưỡng mộ với tâm hồn đầy tự do", thì trong mắt cô, "cậu sinh viên trẻ chính là nguồn động lực để cô quyết định tự đi tìm đôi chân của riêng mình, giống như nàng tiên cá".
Nonon của TheOASG nhận xét bà của Josee tin rằng "bà ấy đang làm điều đúng đắn bằng cách giữ cô ấy ở bên trong, an toàn trước mọi tệ nạn của thế giới rộng lớn và đáng sợ", sự giam cầm này có nghĩa "mặc dù đã 24 tuổi, cô ấy vẫn vô cùng trẻ con, dễ xúc động và non nớt", cô ca ngợi điều này thật ngọt ngào khi "chứng kiến sự thay đổi này của cô ấy theo thời gian", từ việc là "một người vô cùng sợ hãi thế giới bên ngoài trở thành một người lớn lên để tận hưởng cả vẻ đẹp và sự nguy hiểm của nó". Trên trang Arkansas Online, Courtney Lanning cho rằng Josee "được che chở và giữ ở nhà bởi một người bà bảo vệ", anh lấy ví dụ "khi Tsuneo đưa Josee đến bãi biển thay vì đưa cô ấy về nhà ngay như đã được hướng dẫn, bà nói với anh ấy rằng bà sẽ 'cắt đứt' anh nếu anh ấy tái phạm".

## Quảng bá
Áp phích đầu tiên, bao gồm dàn nhân sự sản xuất chính, cùng với khẩu hiệu "Tôi đã nghĩ, vĩnh viễn sẽ chẳng thể chạm tới" của bộ phim công bố trên trang web chính thức vào ngày 3 tháng 12 năm 2019. Vào ngày 3 tháng 3, loạt hình ảnh trong phim đầu tiên, cũng như hình minh họa của các nhân vật chính Tsuneo và Josee đã phát hành. Một áp phích mới đã ra mắt vào ngày 12 tháng 6 với khẩu hiệu "Mùa đông năm ấy, cùng với điều đó tôi nhung nhớ nhất". Vào ngày 13 tháng 8, kênh Youtube KADOKAWAanime đã xuất bản hai teaser dài 30 và 60 giây. Teaser có thời lượng 30 giây thứ hai của phim phát hành vào ngày 13 tháng 10 cùng với với một teaser khác dài 60 giây cũng phát hành trong cùng ngày. Vào ngày 18 tháng 11, đơn vị phân phối đã công bố trailer của phim. CM thứ nhất, thứ hai, thứ ba của phim lần lượt phát hành vào ngày 3 tháng 12, ngày 4 tháng 12, và ngày 7 tháng 12 năm 2020.
Vào tháng 11 năm 2020, trang web chính thức của phim thông báo việc hợp tác với Osaka Metro, các cơ sở, v.v. xuất hiện trong câu chuyện chính, đã được quyết định. Bên cạnh đó, các hình ảnh hợp tác đã được đặt ở nhiều nơi tại công viên Namba, các khu mua sắm thuộc tỉnh Osaka từ tháng 11. Một chiến dịch hợp tác của phim và Dipper Dan đã được tổ chức từ ngày 18 tháng 12 năm 2020. Tại các cửa hàng nơi tổ chức chiến dịch, hai loại bánh crepe mà Josee và Tsuneo đã ăn trong phim sẽ được cung cấp trong loại giấy gói hợp tác có thiết kế giống loại giấy gói bánh crepe xuất hiện trong phim. Đội ngũ sản xuất phim đã hợp tác với Bộ Tư pháp Nhật Bản nhằm xây dựng áp phích công bố về việc từ tháng 4 năm 2022, độ tuổi trưởng thành sẽ giảm từ 20 xuống 18. Ngoài ra, bộ phim cũng hợp tác với First Kitchen, Marushige, Acecook, Jumbo Sohonten, Pom Food, Rakuten "Rakuma", Shinjuku Alta, Maxell Aqua Park Shinagawa, và T Joy PRINCE Shinagawa.

## Phát hành

### Chiếu rạp
Vào ngày 3 tháng 1 năm 2020, đơn vị phân phối thông báo phim sẽ phát hành vào mùa hè năm 2020. Vào ngày 12 tháng 6, do sự lây lan của đại dịch COVID-19 tại Nhật Bản, đội ngũ sản xuất đã quyết định hoãn ngày phát hành sau khi cân nhắc kỹ lưỡng. Vào ngày 13 tháng 8, đơn vị phân phối phim thông báo rằng ngày phát hành mới sẽ là thứ Sáu, ngày 25 tháng 12 năm 2020. Theo thông tin từ hãng Thông tấn Phát thanh Công cộng, có 150 rạp khởi chiếu phim trong 2 ngày cuối tuần (26 - 27 tháng 12).
Trước đó, bộ phim khởi chiếu tại liên hoan phim quốc tế Busan lần thứ 25, vào ngày 30 tháng 10 năm 2020 với tư cách là bộ phim kết thúc liên hoan phim. Funimation mua bản quyền phát hành phim tại các rạp Bắc Mỹ vào tháng 7 năm 2021. Anime Limited mua bản quyền bộ phim phát hành tại Quần Đảo Anh. Tại Châu Đại Dương, Madman Entertainment mua bản quyền và phân phối ở Úc và New Zealand. Bộ phim khởi chiếu trong cuộc thi tại Liên hoan phim hoạt hình quốc tế Annecy diễn ra từ ngày 14 đến 19 tháng 6 năm 2021. Tại Ý, bộ phim có thời gian phát hành hạn chế trong ba ngày: 27, 28, và 29 tháng 9 năm 2021. "#SoloAlCinema" là hashtag quảng bá đi kèm (để nhấn mạnh tính trung tâm có chủ ý của rạp chiếu phim, bị phá hoại bởi các hạn chế về sức khỏe thay vào đó là video đặc biệt ưa chuộng theo yêu cầu). Tại Hoa Kỳ và Canada, phim phát hành cùng với hashtag quảng bá "#Joseemovie".
| Danh sách các quốc gia và vùng lãnh thổ khởi chiếu | Danh sách các quốc gia và vùng lãnh thổ khởi chiếu | Danh sách các quốc gia và vùng lãnh thổ khởi chiếu | Danh sách các quốc gia và vùng lãnh thổ khởi chiếu | Danh sách các quốc gia và vùng lãnh thổ khởi chiếu |
| Quốc gia/vùng lãnh thổ                             | Đơn vị phân phối/Sự kiện                           | Tựa đề địa phương                                  | Ngày phát hành                                     | T.k                                                |
| -------------------------------------------------- | -------------------------------------------------- | -------------------------------------------------- | -------------------------------------------------- | -------------------------------------------------- |
| Nhật Bản                                           | Shochiku Animation Kadokawa Animation              | ジョゼと虎と魚たち                                 | 22 tháng 12 năm 2020                               | [ 59 ]                                             |
| Đài Loan                                           | CAI CHANG                                          | 喬瑟與虎與魚群動畫版                               | 20 tháng 1 năm 2021                                | [ 60 ]                                             |
| Hàn Quốc                                           | CJ CGV                                             | 조제, 호랑이 그리고 물고기들                       | 31 tháng 3 năm 2021                                | [ 61 ]                                             |
| Việt Nam                                           | CJ CGV Việt Nam                                    | Josee: Khi nàng thơ yêu                            | 9 tháng 4 năm 2021                                 | [ 62 ]                                             |
| Brunei                                             | Purple Plan                                        | Josee, the Tiger and the Fish                      | 22 tháng 4 năm 2021                                | [ 63 ]                                             |
| Malaysia                                           | Purple Plan                                        | Josee, the Tiger and the Fish                      | 22 tháng 4 năm 2021                                | [ 63 ]                                             |
| Singapore                                          | Purple Plan                                        | Josee, the Tiger and the Fish                      | 29 tháng 4 năm 2021                                | [ 63 ]                                             |
| Indonesia                                          | Purple Plan                                        | Josee, the Tiger and the Fish                      | 5 tháng 5 năm 2021                                 | [ 63 ]                                             |
| New Zealand                                        | Madman Entertainment                               | Josee, the Tiger and the Fish                      | 13 tháng 5 năm 2021                                | [ 64 ]                                             |
| Úc                                                 | Madman Entertainment                               | Josee, the Tiger and the Fish                      | 10 tháng 6 năm 2021                                | [ 64 ]                                             |
| Pháp                                               | Paris Mômes                                        | Josée, le Tigre et les Poissons                    | 16 tháng 6 năm 2021                                | [ 65 ]                                             |
| Litva                                              | Kuroneko                                           | Žose, tigras ir žuvis                              | 18 tháng 6 năm 2021                                | [ 66 ]                                             |
| Hoa Kỳ                                             | Funimation                                         | Josee, the Tiger and the Fish                      | 14 tháng 7 năm 2021                                | [ 58 ]                                             |
| Canada                                             | Funimation                                         | Josee, the Tiger and the Fish                      | 14 tháng 7 năm 2021                                | [ 58 ]                                             |
| Anh Quốc                                           | Anime Limited                                      | Josee, the Tiger and the Fish                      | 11 tháng 8 năm 2021                                | [ 67 ]                                             |
| Trung Quốc                                         | Beijing Enlight Pictures                           | 乔西的虎与鱼                                       | 20 tháng 8 năm 2021                                | [ 68 ]                                             |
| Tây Ban Nha                                        | Selecta Visión                                     | Josee, el tigre y los peces                        | 10 tháng 9 năm 2021                                | [ 69 ]                                             |
| Ý                                                  | Anime Factory                                      | Josée, la tigre e i pesci                          | 27 tháng 9 năm 2021                                | [ 57 ]                                             |
| Nga                                                | Кинокомпания ВОЛЬГА                                | Её заветное желание                                | 30 tháng 9 năm 2021                                | [ 70 ]                                             |
| Ukraina                                            | Кинокомпания ВОЛЬГА                                | Її завітна мрія                                    | 18 tháng 11 năm 2021                               | [ 71 ]                                             |
| Danh sách các sự kiện trình chiếu bộ phim          |                                                    |                                                    |                                                    |                                                    |
| Hàn Quốc                                           | Liên hoan phim quốc tế Busan                       | 조제, 호랑이 그리고 물고기들                       | 30 tháng 10 năm 2020                               | [ 52 ]                                             |
| Nhật Bản                                           | Liên hoan phim quốc tế Tokyo                       | ジョゼと虎と魚たち                                 | 7 tháng 11 năm 2021                                | [ 72 ]                                             |
| Đức                                                | Liên hoan phim hoạt hình quốc tế Stuttgart         | Josee to Tora to Sakana-tachi                      | 8 tháng 5 năm 2021                                 | [ 73 ]                                             |
| Trung Quốc                                         | Liên hoan phim quốc tế Thượng Hải                  | 猶瑟與虎魚們                                       | 11 tháng 6 năm 2021                                | [ 74 ]                                             |
| Pháp                                               | Liên hoan phim hoạt hình quốc tế Annecy            | Josée, le Tigre et les Poissons                    | 15 tháng 6 năm 2021                                | [ 75 ]                                             |
| Hồng Kông                                          | Liên hoan hoạt hình MOViE MOViE anifest            | 猶瑟與虎魚們                                       | 3 tháng 7 năm 2021                                 | [ 76 ]                                             |
| Anh Quốc                                           | Liên hoan phim hoạt hình Nhật Bản Kotatsu          | Josee, the Tiger and the Fish                      | 2 tháng 10 năm 2021                                | [ 77 ]                                             |
| Áo                                                 | Liên hoan phim Nhật Bản thường niên Viên           | Josee, the Tiger and the Fish                      | 11 tháng 10 năm 2021                               | [ 78 ]                                             |
| Ấn Độ                                              | Liên hoan phim Nhật Bản                            | Josee, the Tiger and the Fish                      | 6 tháng 3 năm 2022                                 | [ 79 ]                                             |

### Băng đĩa tại gia

#### Nhật Bản
Phiên bản đĩa Blu-ray của phim được xác nhận phát hành tại Nhật Bản vào ngày 25 tháng 8 năm 2021. Việc đặt trước bắt đầu từ ngày 20 tháng 8 trên trang web cửa hàng trực tuyến của Kadokawa với ba phiên bản là ấn bản DVD, Blu-ray phổ thông, và Blu-ray giới hạn. Ấn bản Blu-ray giới hạn bao gồm minh họa nhân vật do Emoto Nao — nhà thiết kế nhân vật gốc phác họa, bản thiết kế nhân vật của phim, tuyển tập sách đặc biệt Joze to Tora to Sakana-tachi , sách ảnh Ningyo to Kagayaki no Tsubasa, bản đồ Osaka về giai đoạn thực hiện tác phẩm, video phỏng vấn đặc biệt với đạo diễn Tamura, bài hát chủ đề kết thúc, bộ sưu tập trailer và CM. Phiên bản DVD ngoài bài hát chủ đề kết thúc và bộ sưu tập trailer, CM tương tự với ấn bản Blu-ray, được đính kèm theo áo khoác do Iizuka Haruko thiết kế. Một chiến dịch đặc biệt với tên gọi "Hãy đi ra ngoài cùng Josee" đã được tổ chức dành cho những người đặt trước Blu-ray, quà tặng là một túi tote đặc biệt do Ehon Nao thiết kế.

#### Quốc tế
Trong video nổi bật tại nhà tháng 2 năm 2022, Funimation thông báo phim sẽ phát hành tại gia vào tháng 2 tại thị trường Bắc Mỹ. Ấn bản bao gồm phỏng vấn đặc biệt với đạo diễn Kotaro Tamura, Scotland Loves Anime phỏng vấn với thành viên sản xuất Josee, khi nàng thơ yêu, đoạn phim thí điểm đặc biệt, nhạc phim (độc quyền), trailer, bài hát chủ đề kết thúc không có lời. Tại Vương quốc Liên hiệp Anh và Bắc Ireland, đĩa phim được phát hành chính thức vào ngày 14 tháng 3 năm 2022 kèm với nhạc phim tiếng Nhật/Anh, phụ đề tiếng Anh, phỏng vấn đạo diễn, trailer, và bài hát chủ đề kết thúc không có lời. Selecta Visión thông báo rằng họ sẽ phát hành đĩa phim vào tháng 1 năm 2022 cùng ba bản gồm phiên bản dành cho người sưu tập, phiên bản phổ thông, và DVD. Phiên bản dành cho người sưu tập bao gồm một đĩa CD nhạc phim, một tập sách dài 72 trang, Ningyo to Kagayaki no Tsubasa và bản đồ Osaka.
Blu-ray và DVD của phim phát hành tại Malaysia bởi Purple Plan vào ngày 28 tháng 4 năm 2022 với lồng tiếng Anh/Nhật, phụ đề tiếng Trung/Anh. Tại Đài Loan, CAI CHANG phát hành đĩa phim vào ngày 22 tháng 4 năm 2022 với lồng tiếng Nhật, phụ đề tiếng Trung.

### Trực tuyến
Bộ phim được phát hành trên Amazon Prime Video vào tháng 8 năm 2021 sau khi phát hành tại các rạp chiếu và qua phương tiện truyền thông gia đình. Bên cạnh đó, phiên bản video theo yêu cầu của phim cũng phát hành trên nền tảng Netflix, Hulu, U-NEXT, d-anime, Bandai Channel từ tháng 6 năm 2022.
Tại khu vực Đông Nam Á (ngoại trừ Thái Lan), phim phát hành trên nền tảng Netflix bởi CJ CGV Việt Nam và Purple Plan. T&B Media Global và Jam phát hành phim trên nền tảng True ID tại Thái Lan. Apple TV phát hành phim thông qua quyền phát sóng của Madman Entertainment tại New Zealand và Úc. Funimation cấp phép phim tại Hoa Kỳ, Canada và phát hành trên nền tảng Crunchyroll vào tháng 9 năm 2022.

### Bản địa hóa

Áp phích chiếu rạp của phim phát hành tại Việt Nam.

Nhằm tiếp cận nhiều hơn với người xem địa phương, bộ phim đã lồng tiếng lại với ngôn ngữ bản địa, bên cạnh phiên bản phụ đề. Việc lồng tiếng thực hiện với 10 ngôn ngữ, bao gồm tiếng Anh, tiếng Pháp, tiếng Đức, tiếng Tây Ban Nha, tiếng Catalan, tiếng Ý, tiếng Nga, tiếng Ukraina, tiếng Trung, và tiếng Hàn. Trong phiên bản lồng tiếng Hàn, Jang Min-hyeok là diễn viên đảm nhận vai trò lồng tiếng của Tsuneo, trước đó anh thủ vai Nakaoka Kazumasa trong Thám tử lừng danh Conan: Tiền đạo thứ 11. Saebyeok Lee là người đảm nhận vai trò lồng tiếng của Josee, trước đó cô đã tham gia lồng tiếng cho nhiều tác phẩm khác như Shin - Cậu bé bút chì và One Piece. Vì vậy, bản lồng tiếng Hàn của phim nhận nhiều kỳ vọng.
Tại các rạp chiếu ở Canada và Hoa Kỳ, Funimation đã công bố kế hoạch phát hành phiên bản lồng tiếng Anh của phim từ ngày 12 đến ngày 14 tháng 7. Bản lồng tiếng Anh do Jerry Jewel đạo diễn, thu âm bởi Domonique French, và James Baker với sự cộng tác của Nathanael Harrison, CAS trong vai trò chỉnh sửa bản thu, phần kịch bản do Jennifer Brooks đảm nhận. Tsuneo, Josee, Mai, Hyato lần lượt được đảm nhận bởi Howard Wang, Suzie Yeung, Dani Chambers, và Zeno Robinson. Tựa đề của tác phẩm đã bản địa hóa một số quốc gia, ở Nga tên tác phẩm là Ее заветное желание (tạm dịch: Ước mơ thân thương của cô ấy), ở Ukraina là Її завітна мрія (tạm dịch: Ước mơ ấp ủ của cô ấy). Ngoài ra, nhà rạp CJ CGV đã bản địa hóa bộ phim ở Việt Nam với tựa đề Josee: Khi nàng thơ yêu.

## Đón nhận

### Doanh thu phòng vé
Phim không trở nên phổ biến ở phòng vé Nhật Bản. Phim xếp ở vị trí thứ chín doanh thu phòng vé cuối tuần. Trong các tuần tiếp theo, doanh thu của phim không được tiết lộ. Tính đến ngày 12 tháng 1 năm 2021, phim đạt mốc doanh thu 40 triệu JP¥.
Trong tuần đầu tiên khởi chiếu tại Trung Quốc đại lục, phim thu về 397 nghìn CNY¥. Bước sang tuần thứ hai, phim đạt doanh thu 239 nghìn CNY¥. Tính đến ngày 19 tháng 9 năm 2021, tổng doanh thu của phim là 99 triệu US$. Theo báo cáo cuối cùng của phim vào ngày 20 tháng 10 năm 2022, phim đạt doanh thu tích lũy 1,020 triệu US$. Phim trở thành một hiện tượng tại Đài Loan khi thu về 10 triệu NT¥ với hơn 20 nghìn suất vé được bán, trở thành tác phẩm anime điện ảnh đầu tiên tại Đài Loan vượt qua cột mốc này trong năm 2021. Tại Việt Nam tính đến ngày 19 tháng 4 năm 2021, phim đạt doanh thu 1,643 triệu VN₫, vượt qua Josée, nàng thơ của tôi trở thành tác phẩm điện ảnh chuyển thể từ tiểu thuyết Josee, hổ và cá có doanh thu cao nhất quốc gia này. Theo báo cáo cuối cùng, phim cán mốc tổng doanh thu 1,791 triệu VN₫ tại Việt Nam, xếp thứ hai trong nhóm anime điện ảnh có doanh thu cao nhất tại Việt Nam năm 2021. Phim mở đầu phòng vé Hàn Quốc với 86,549 US$ doanh thu cuối tuần, tổng doanh thu của phim tại quốc gia này đạt 476,247 triệu US$.
Tại Vương quốc Liên hiệp Anh và Bắc Ireland, bộ phim được khởi chiếu tại 262 rạp từ ngày 13 tháng 8 năm 2021 và thu về 40,881 UK£ trong tuần đầu tiên, xếp thứ 18 doanh thu trong tuần. Trong ngày công chiếu đầu tiên tại Tây ban Nha, bộ phim thu về 27,612 US$ tại 82 phòng vé. Tại Nga kể từ ngày 29 tháng 9 đến ngày 20 tháng 10 năm 2022, phim thu về 168,353 US$. Phim đạt mốc 12,914 US$ sau hơn 35 ngày khởi chiếu tại Litva, đưa quốc gia này trở thành nơi có doanh thu thấp nhất. Phim mở đầu doanh thu phòng vé Pháp với 67,583 US$ tại 98 rạp chiếu.

### Đánh giá chuyên môn
Nhà xã hội học và phê bình phim Miyadai Shinji cho rằng "cùng nhau" là mô-típ quan trọng của bộ phim này, anh nhận xét "ban đầu, đối phương tỏ ra thù địch, nhưng khi ở bên nhau, họ trở nên không thể thiếu được", họ không biết vì lý do gì, họ "lại thích người mà mình từng không thích", cho rằng "bằng cách tiếp tục 'cùng nhau' từ những điều kiện bên ngoài không tự nguyện, những cảm xúc mà bản thân người đó không ngờ tới đã nảy sinh". Nhà biên kịch Orita Chizuko nhận xét vẻ ngoài huyền ảo của tác phẩm này có một chút "khác biệt so với phiên bản live-action", sự miêu tả của hai nhân vật, mối quan hệ của họ và sự khởi đầu tình yêu của họ đã khơi dậy sự tinh tế trong trái tim của người khác, kết luận Josee: Khi nàng thơ yêu là "một tác phẩm hay đã cập nhật tiểu thuyết nổi tiếng thời kỳ Chiêu Hòa thành phiên bản thời kỳ Lệnh Hòa". Tiểu thuyết gia Natsue Shiomi cho rằng Josee "cực kỳ ích kỷ, cực kỳ rắc rối, cực kỳ vụng về, cực kỳ nhút nhát, cực kỳ trong sáng, cực kỳ dễ thương và cực kỳ hấp dẫn", đánh giá cô "là nữ nhân vật chính vĩnh cửu". Nhà biên kịch Maruyama Keiko nhận xét tác phẩm "vô cùng thân thương chạm đến trái tim của những ai xem nó", bao gồm những "nỗi buồn, lòng tốt..., đủ loại suy nghĩ và cảm xúc tràn ra từ những cuộc trò chuyện" của Josee và Tsuneo. Tại Liên hoan phim hoạt hình Nhật Bản ở Estonia, Đại sứ Kitaoka đã tự giới thiệu mình là cha mẹ của một người khuyết tật và nhận xét bộ phim này nói về "cách người khuyết tật và những người bình thường giúp đỡ họ tạo khoảng cách", cho rằng quá trình tìm kiếm khoảng cách phù hợp thông qua thử và sai "được mô tả một cách sinh động trong bộ phim này".
Nhà báo Kawashima Taro của Tokusengai gọi Josee: Khi nàng thơ yêu là "một câu chuyện tình yêu tuổi trẻ cổ điển", nhận xét "từ đầu đến cuối, mối quan hệ giữa nữ chính Josee và nam chính Tsuneo đều được khắc họa cẩn thận", anh cho rằng "ở nửa đầu, Tsuneo là người dẫn dắt câu chuyện, nhưng ở nửa sau, Josee đóng vai trò là nhân vật chính", kết luận "phiên bản 2020 của Josee, hổ và cá sẽ còn được yêu thích hơn nữa". Trên trang Real Sound, Nozawa Yoshinori đánh giá "phiên bản anime này đã đạt đến một điểm hạ cánh đáng ngạc nhiên, khác hẳn với nguyên tác và phiên bản live-action" cho rằng số phận của các nhân vật và kết thúc của câu chuyện đi theo một hướng hoàn toàn khác so với phiên bản live-action, vì vậy "ngay cả những người đã xem phiên bản live-action cũng sẽ thích nó như một phiên bản mới của bản gốc", anh chú ý nhiều đến kỹ năng của đạo diễn Tamura trong việc miêu tả "Josee là một người mạnh mẽ với tư cách là một cô gái tự lập bằng cách lồng ghép một nhân vật mới, Kana — một thủ thư thư viện, người trở thành bạn của Josee", cuối cùng Yoshinori kết luận "chắc chắn rằng lối sống của Josee sẽ gây ấn tượng với mọi người". Toratugumi của Note cho rằng "tác phẩm này chắc chắn là một trong những anime hay nhất thế giới", nhận xét "nhân vật Josee là sự kết hợp giữa nét nữ tính tột độ và tính nội tâm", cô ấy đồng thời là "một chú mèo hoang luôn dựng tóc gáy và dọa nạt những người xung quanh", và giải thích điều đó bằng việc "Josee nuôi một con mèo hoang", cô nhận xét bố cục của các cảnh trong Josee, khi nàng thơ yêu không chỉ "miêu tả cảm xúc của các nhân vật... hay bối cảnh được vẽ rất phong cách... mà cách toàn cảnh thể hiện cảm xúc của các nhân vật", phim là "một câu chuyện nhân văn hơn là một câu chuyện tình cảm", kết luận đây có thể coi như "một biên giới mới cho Bones trong thể loại hành động".
—JJP, true ID
Jung Yumi trên The Screen nhận xét tác phẩm "chân thực hơn, ít tối màu hơn và nhiều tông màu sáng hơn" so với phiên bản live-action năm 2003, cho rằng bằng cách "nhấn mạnh nỗ lực của hai nhân vật chính để thực hiện ước mơ của họ", người xem có thể "gặp gỡ nhiều nhân vật độc lập hơn so với nguyên tác". Hà Phương của báo điện tử VOV nhận xét các nhân vật trong phim "không được quá phóng đại nhằm tạo ra một thế giới kỳ ảo giống như các bộ phim hoạt hình anime thường thấy", thay vào đó Josee: Khi nàng thơ yêu được thiết kế "rất thực, sống động và chi tiết", việc phim "sử dụng tông màu pastel làm chủ đạo" đã tạo nên "cảm giác tươi mới và căng tràn sức sống quen thuộc trong các bộ phim hoạt hình Nhật Bản". JJP của true ID nhận xét bộ phim "rất đáng suy nghĩ và truyền cảm hứng trong cuộc sống", anh xúc động trước "sự quan tâm giúp đỡ của Tsuneo dành cho Josee" mặc dù cô "không còn khả năng thuê" anh, nhưng anh "vẫn không bỏ cô", về phần đồ họa và âm nhạc, JJP đánh giá "bức tranh tổng thể là khá tốt", bên cạnh "nhạc nền cũng rất hay". Cath Clarke của The Guardian cho Josee: Khi nàng thơ yêu 3/5 sao, mô tả phim là một câu chuyện "lãng mạn đẹp ngất ngây", tạo nên cảm giác "chân thành, không hăm dọa và khá đáng yêu", tuy nhiên việc thể hiện tình trạng khuyết tật của Josee "có vẻ hơi khó hiểu ở một số chỗ". Reuben Baron của CBR nhận xét phim có sự hiểu biết ấn tượng về sự biểu thị đặc điểm và khuyết tật tạo nên "một trải nghiệm ấn tượng", về phần nội dung, anh cho rằng mặc dù phim chỉ có một bước ngoặt "gây bất ngờ thực sự", Josee: Khi nàng thơ yêu vẫn kể câu chuyện một cách "mạnh mẽ với những đặc điểm mạnh mẽ và sự hiểu biết về các vấn đề khuyết tật", bộ phim của Tamura làm "dịu đi một số khía cạnh đen tối của truyện ngắn nguyên tác và các bản chuyển thể live-action trước đó", anh đánh giá thiết kế nhân vật của phim "rất dễ thương" tuy nhiên, Tsuneo trông giống như "một phiên bản cũ hơn một chút của Haruka trong Free!".

### Giải thưởng
| Năm  | Giải thưởng                                    | Hạng mục                     | Người nhận              | Kết quả   | T.k     |
| ---- | ---------------------------------------------- | ---------------------------- | ----------------------- | --------- | ------- |
| 2021 | Giải thưởng Viện Hàn lâm Nhật Bản lần thứ 44   | Phim hoạt hình của năm       | Josee: Khi nàng thơ yêu | Đoạt giải | [ 120 ] |
| 2021 | Giải thưởng phim Mainichi                      | Phim hoạt hình xuất sắc nhất | Josee: Khi nàng thơ yêu | Đề cử     | [ 121 ] |
| 2021 | Liên hoan phim hoạt hình quốc tế Acenny        | Phim tương lai               | Josee: Khi nàng thơ yêu | Đề cử     | [ 30 ]  |
| 2021 | Liên hoan phim phim hoạt hình Nhật Bản Kotatsu | Giải thưởng khán giả         | Josee: Khi nàng thơ yêu | Đoạt giải | [ 30 ]  |
| 2021 | Liên hoan phim Hochi lần thứ 46                | Phim hoạt hình xuất sắc nhất | Josee: Khi nàng thơ yêu | Đề cử     | [ 122 ] |
| 2022 | Crunchyroll Anime Awards lần thứ 6             | Phim xuất sắc nhất           | Josee: Khi nàng thơ yêu | Đề cử     | [ 123 ] |

## Chuyển thể
Vào ngày 15 tháng 12 năm 2020, 10 ngày trước khi bộ phim phát hành, Kadokawa Tsubasa Bunko đã xuất bản phiên bản tiểu thuyết Anime Eiga Joze to Tora to Sakanatachi. Tiểu thuyết do Shinobu Momose sáng tác và Akizuki Ryou phụ trách phần minh họa. Một số phân cảnh xuất hiện trong tiểu thuyết nhưng không xuất hiện trong phim.
| # | Nhan đề                                                               | Ngày phát hành tiếng Nhật | ISBN tiếng Nhật   |
| - | --------------------------------------------------------------------- | ------------------------- | ----------------- |
| 1 | Anime Eiga Joze to Tora to Sakanatachi Anime điện ảnh Josee, hổ và cá | 15 tháng 12 năm 2020      | 978-4-04-632033-9 |

Emoto Nao — thiết kế nhân vật gốc cho tác phẩm anime điện ảnh, đã chuyển thể Josee: Khi nàng thơ yêu thành manga, đăng tải nhiều kỳ trên tạp chí Da Vinci từ số tháng 2 đến số tháng 11 năm 2020. Kadokawa đã gộp các chương và xuất bản thành hai tập tankōbon từ tháng 1 đến tháng 10 cùng năm. Phần kết không được phác thảo tại thời điểm đăng tải chương 10 trên tạp chí đã được thêm vào tập tankōbon thứ hai. Ngoài ra, phiên bản sách điện tử của manga sẽ bao gồm "tài liệu thiết kế nhân vật và minh họa".
Tại Trung Quốc, Guangzhou Tianwen Kadokawa Animation and Comics mua bản quyền loạt manga và xuất bản bản tiếng Trung. Manga phát hành tại Đài Loan bởi Sky-high Press. Công ty IPM liên kết với nhà xuất bản Hồng Đức xuất bản hai tập tankōbon dưới ấn phẩm boxset tại Việt Nam. Manga xuất bản tại Hoa Kỳ bởi Yen Press. Planeta Cómic là đơn vị phát hành loạt manga tại Mexico. Trong khi đó tại Ý, loạt truyện xuất bản bởi ‎Edizioni BD.
| #                                                                                            | Phát hành tiếng Nhật | Phát hành tiếng Nhật | Phát hành tiếng Việt | Phát hành tiếng Việt |
| #                                                                                            | Ngày phát hành       | ISBN                 | Ngày phát hành       | ISBN                 |
| -------------------------------------------------------------------------------------------- | -------------------- | -------------------- | -------------------- | -------------------- |
| 1                                                                                            | 15 tháng 10 năm 2020 | 978-4-04-632033-9    | 28 tháng 3 năm 2022  | 978-604-389-888-0    |
| 2                                                                                            | 3 tháng 12 năm 2020  | 978-4-04-064814-9    | 28 tháng 3 năm 2022  | 978-604-389-889-7    |
| Mã ISBN tiếng Việt được lấy từ Cục Xuất bản, In và Phát hành - Bộ thông tin và truyền thông. |                      |                      |                      |                      |